# Apostrophe en espéranto
Pour des articles plus généraux, voir Grammaire de l'espéranto et Apostrophe (typographie).
En espéranto, l’apostrophe est un signe de ponctuation utilisé pour indiquer la disparition d’une ou plusieurs lettres. Son usage est décrit dès 1887, lors de la parution en russe du livre Langue Internationale, dans la grammaire en seize règles. La seizième règle en définit l’usage pour marquer l’élision du « -o » des substantifs et du « a » de l’article défini « la ». Au cours du développement de l’espéranto, elle acquiert de nouveaux usages. Certains sont acceptés et se propagent, et d’autres restent à l’état d’expérimentations artistiques, notamment en poésie.

## Histoire
Introduite dans Langue Internationale et reprise dans Fundamento de Esperanto, l’apostrophe est présente en espéranto dès sa création en 1887. La seizième règle de la première grammaire publiée en décrit l’usage :

« Les terminaisons des substantifs et de l’article peuvent se supprimer et se remplacer par une apostrophe. Ex. : Ŝiller’ (Schiller) au lieu de Ŝiller'o ; de l’mond'o au lieu de de la mond'o. »

— Louis-Lazare Zamenhof, Langue Internationale

## Usages
L’apostrophe permet d’indiquer la disparition d’une ou plusieurs lettres,.

### Noms
Le « -o » final d’un nom peut être élidé. Cette élision est applicable uniquement lorsque le mot est au singulier nominatif, c’est-à-dire que le « o » n’est ni suivi de la marque du pluriel « -j » ou de la marque de l’accusatif « -n ». Ainsi, le « o » est remplacé par une apostrophe. Par exemple, « turmento » donne « turment’ », « metroo » donne « metro’ » et « ĉielo » donne « ĉiel’ ». Élider un mot ne modifie pas sa prononciation : c’est l’avant-dernière syllabe, avant l’élision, qui reste accentuée. Seul un mot se terminant par « o » peut être élidé. Ainsi, ruĝ’ ne peut pas porter à confusion de savoir s’il s’agit du nom (« ruĝo »), de l’adjectif (« ruĝa »), de l’adverbe (« ruĝe ») ou du verbe (« ruĝi ») : il s’agit toujours du nom.
Les mots-simples finissant par « o » (« kio », « tio », « io », « ĉio », « nenio ») ne peuvent normalement pas être élidés. Toutefois, un usage est parfois attesté en poésie.

### Déterminantla
Le déterminant la peut être élidé pour former l’. L’élision du déterminant est généralement utilisée après une préposition finissant par une voyelle. Par exemple, de l’, tra l’, pro l’.